# Rokosowo (Sławoborze)
Rokosowo (deutsch Rogzow) ist ein Dorf in der Woiwodschaft Westpommern in Polen. Es gehört zur Gmina Sławoborze (Landgemeinde Stolzenberg) im Powiat Świdwiński (Schivelbeiner Kreis).

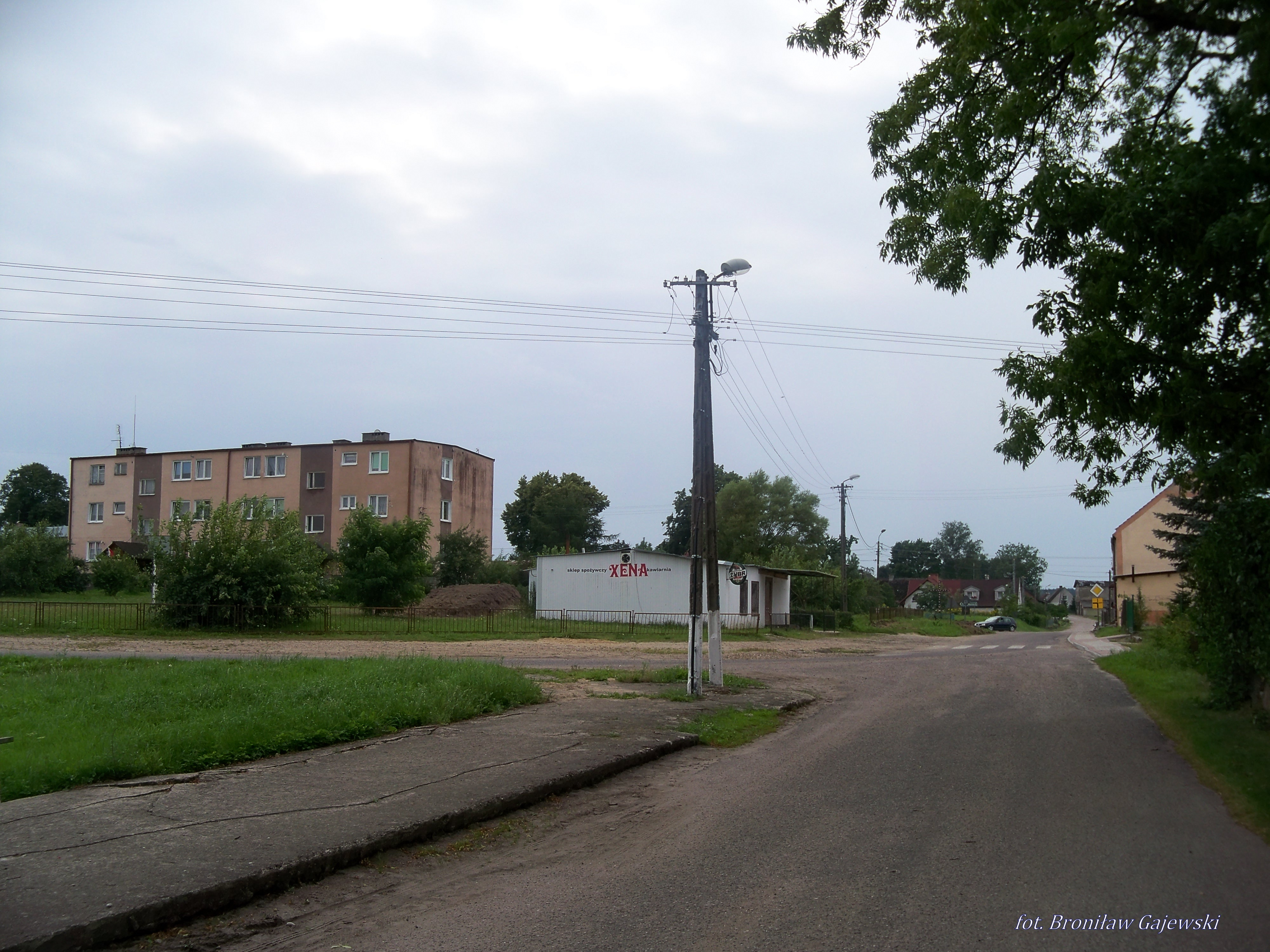
Ortsbild (Aufnahme von 2012)

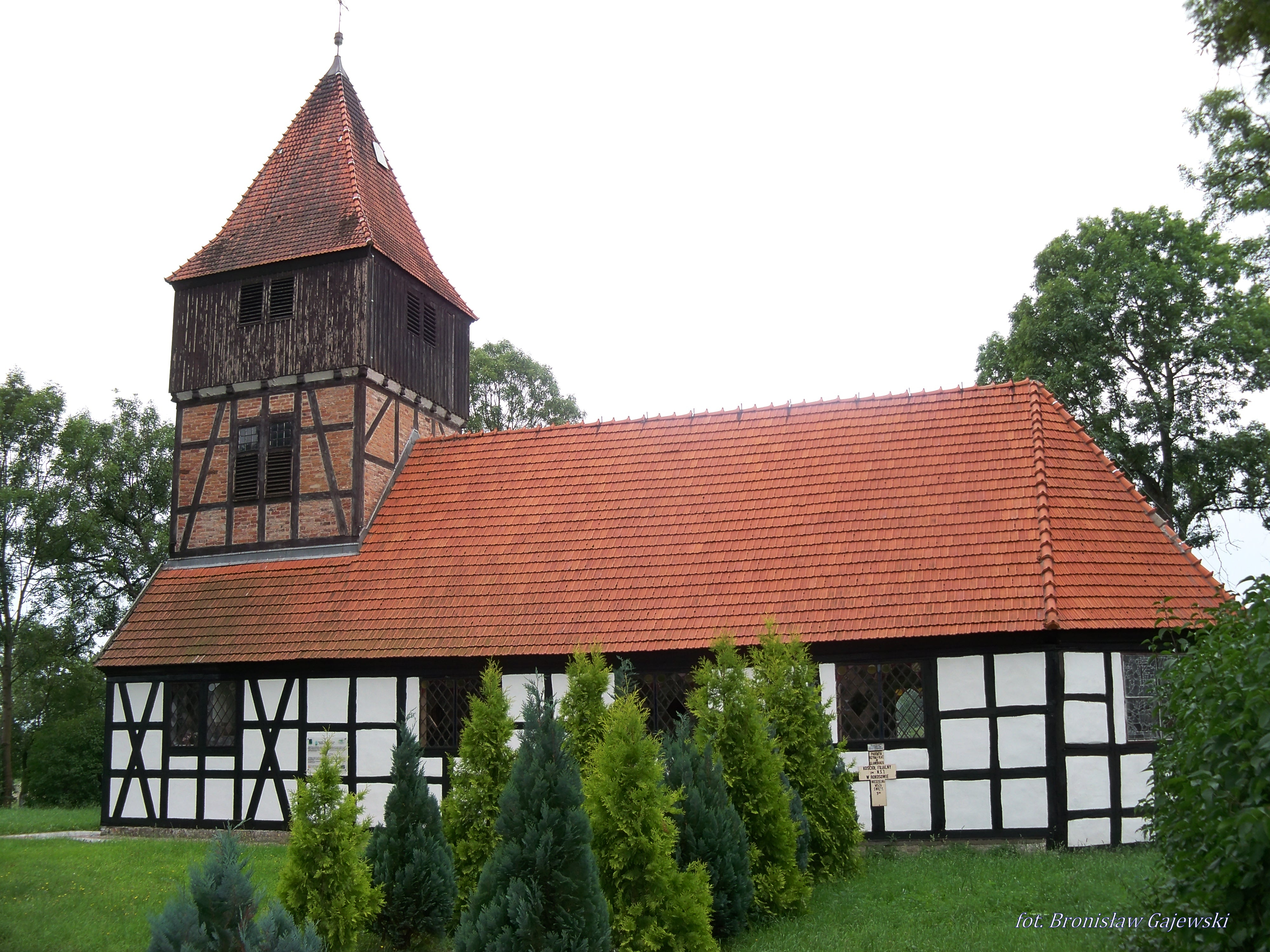
Dorfkirche (Aufnahme von 2012)

## Geographische Lage
Das Dorf liegt in Hinterpommern, etwa 95 km nordöstlich von Stettin und etwa 28 km südlich von Kołobrzeg (Kolberg).
Die nächsten Nachbarorte sind im Westen Słowenkowo (Neugasthof), im Norden Ramlewo (Ramelow), im Nordosten Domacyno (Dumzin) und im Süden Lepino (Leppin). Im Osten liegt das Tal des Krummen Wassers.

## Geschichte
Rogzow war ein altes Lehen der adligen Familie von Blankenburg. Als solches ist es in der Vasallentabelle des Stifts Cammin von 1572 aufgeführt. In der Großen Lubinschen Karte des Herzogtums Pommern von 1618 ist „Roggezow“ eingetragen.
In Ludwig Wilhelm Brüggemanns Beschreibung des Herzogtums Vor- und Hinterpommern (1784) ist Rogzow unter den adeligen Gütern des Fürstentums Cammin aufgeführt. In Rogzow gab es damals ein Vorwerk, also den Gutsbetrieb, und eine Schäferei im Dorfe, außerhalb die Vorwerke Schleps und die große und die kleine Meierei (eine davon der spätere Wohnplatz Meierei), eine Wassermühle (die Rogzower Mühle), einen Prediger, einen Küster, elf Bauernstellen, drei Kossäten, zwei Halbkossäten, einen Krug und eine Schmiede, insgesamt 35 Haushalte („Feuerstellen“). Ferner gab es eine Kirche, deren Filialkirchen die Kirchen in Leppin und Stolzenberg waren. Zum Gut gehörte ferner der sogenannte Postgasthof, bei dem seit 1773 ein Vorwerk und einige Büdnerstellen angelegt waren (also Neugasthof).
Im 18. Jahrhundert waren  Rogzow und das benachbarte Leppin lange Zeit in ein und derselben Hand. Im Jahre 1797 verkaufte Henning Dionysius Ludewig von Blankenburg Rogzow und Leppin. Im Jahre 1804 kamen beide noch einmal an einen Angehörigen der Familie Blankenburg, doch fiel dieser 1822 in Konkurs. Bei der Zwangsversteigerung erwarb ein Kaufmann namens Normann die Güter. Im 19. Jahrhundert kam es zu weiteren Besitzwechseln.
In politischer Hinsicht bestanden seit dem 19. Jahrhundert der Gutsbezirk Rogzow und die Landgemeinde Rogzow nebeneinander.
Um 1880 wurde Neugasthof vom Gut Rogzow abgetrennt und kam in andere Hände. 1884 wurde das bisherige Vorwerk Meierei an den Pommerschen Provinzialverein für Arbeiterkolonien verkauft, der dort eine Arbeiterkolonie als karitative Einrichtung einrichtete. In politischer Hinsicht wurde dies 1899 nachvollzogen, als Meierei und Neugasthof aus dem Gutsbezirk Rogzow ausgegliedert wurden und zwei eigene Gutsbezirke bildeten.
Während also einerseits weiter entfernte Flächen vom Gut abgetrennt wurden, wurden andererseits in Rogzow nach und nach die Bauernstellen beseitigt und diese Flächen in den Gutsbetrieb eingegliedert. So gab es 1808 in Rogzow nur noch vier Bauernstellen, drei Kossäten und einen Büdner. Im Jahre 1906 schließlich kaufte der Gutsbesitzer von Rogzow den letzten Bauernhof auf.
Im Jahre 1887 kaufte der ehemalige Landrat Rüdiger von der Goltz das Gut Rogzow, das er von einem Verwalter bewirtschaften ließ. Im Jahre 1897 übergab er das Gut seinem jüngeren Sohn Magnus von der Goltz. Dessen Witwe Margot von der Goltz bewirtschaftete das Gut bis 1945.
Im Jahre 1895 erhielt Rogzow Bahnanschluss an die Strecke Groß Jestin–Stolzenberg der Kolberger Kleinbahn. Die Strecke ist heute stillgelegt.
Mit der Auflösung der Gutsbezirke in Preußen wurden die Gutsbezirke Leppin, Neugasthof und Rogzow im Jahre 1928 in die Landgemeinde Rogzow eingegliedert. Die Landgemeinde Rogzow mit ihren Wohnplätzen Leppin, Neugasthof, Rogzow und Wassermühle gehörte bis 1945 zum Kreis Kolberg-Körlin der preußischen Provinz Pommern.
Nach 1933 wurde die Pfarrstelle aus Rogzow nach Stolzenberg verlegt, das sich zu einem bedeutenderen Ort entwickelt hatte. Rogzow selbst wurde Tochterkirche der Kirche in Karvin.
1945 kam Rogzow, wie ganz Hinterpommern, an Polen. Die Bevölkerung wurde vertrieben. Der Ortsname wurde als „Rokosowo“ polonisiert.

## Gutshaus
Das stattliche Gutshaus mit Walmdach stammt von 1913/14.

## Entwicklung der Einwohnerzahlen
- 1816: 196[4]
- 1864: 443[4]
- 1871: 460, davon 82 in der Landgemeinde Rogzow und 378 im Gutsbezirk Rogzow[4]
- 1885: 578, davon 69 in der Landgemeinde Rogzow und 509 im Gutsbezirk Rogzow[4]
- 1895: 588, davon 63 in der Landgemeinde Rogzow und 525 im Gutsbezirk Rogzow[4]
- 1905: 375, davon 81 in der Landgemeinde Rogzow und 294 im Gutsbezirk Rogzow,[4] nach der Abtrennung von Meierei und Neugasthof
- 1919: 416[4]
- 1939: 516,[4] nach der Eingemeindung von Leppin und Neugasthof